# Schimanski kelepcében
A Schimanski kelepcében (eredeti címén: Zabou) 1987-ben bemutatott NSZK krimi, Hajo Gies rendezésében, Götz George, Eberhard Feik és Claudia Messner főszereplésével. Az 1985-ös Schimanski felügyelő – Fogat fogért (Zahn um Zahn) című film mellett ez a Tetthely című sorozat másik olyan filmje, amelyet kimondottan mozi-forgalmazásra szántak. A duisburgi Horst Schimanski és Christian Thanner felügyelők a 16. ügyüket vizsgálják ebben a filmben. (A két mozi között Schimanskinak és Thannernak még 4 filmje volt a Tetthelyen belül, ezek azonban mind kizárólag csak televíziós forgalmazásra készültek).
Az NSZK-ban 1987. március 5-én mutatták be a mozik, 1990. július 22-én a WDR csatorna is műsorra tűzte, mint a Tetthely 232. részét.
Magyarországon 1989. augusztus 24-én kezdték el vetíteni a mozik. Új szinkronnal az TV-2 csatorna sugározta 1993. április 24-én (az MTV Zabou címmel adta, ami a film eredeti német címe).

## Cselekmény
|  | Alább a cselekmény részletei következnek! |

Schimanski és Thanner meglepi Sandrowskit, a kábítószerkereskedelemmel is foglalkozó szakács-segédet egy régi gyártelepen, amikor az éppen új Crack-et próbálja eladni a szenvedélybetegeknek. Sandrowski megszökik, de az egyik szenvedélybeteg tanúvallomásának köszönhetően letartóztatják a munkahelyén, a wuppertali Sunflash nevű előkelő klub konyháján. Ott Schimanski találkozik egy Zabou nevű táncosnővel, akiben felismeri nevelt lányát, Connyt. Schimanski annak idején beleszeretett Conny anyjába, amikor ő még gyerek volt, és Schimanskinak ez olyan volt, mintha Conny a saját gyereke lenne. Connynak azonban nem tetszik Schimanski megjelenése, mivel annak idején egyszerűen elhagyta az anyját. Sandrowski révén Schimanskinak gyanúja támad, hogy a kábítószert a Sunflash-en keresztül keresik és terjesztik. Schimanski továbbra is igyekszik kihozni nevelt lányát a környezetből.
Schimanski újabb látogatást tesz az étteremben, és átkutatja a konyhát a kábítószer után. Amikor talál valamit a táncosok öltözőjében, arra a következtetésre jut, hogy a Sunflashben drogokkal kereskednek. A helyi főnököt, Hocks-t ez egyáltalán nem nyűgözi le, és sikertelenül próbálja megvesztegetni Thannert. Amikor Schimanski éjszaka részegen érkezik a lakásába egy nőtársával, Conny már várja. Megszervezi, hogy találkozzon Hocks-szal az éttermében, állítólag azért, hogy megbeszéljék a dolgokat. Kiderül azonban, hogy ez csapda: Schimanskit eszméletlenre veri és elkábítja két gengszter, köztük egy spanyol. Miután beültetik a már meggyilkolt Hocks VW Golfjába, zavartan hajt át Duisburgon, és egy lámpaoszlopnak ütközik, miközben a rendőrség elől menekül.
Miután Schimanski felébredt a kórházban, Thanner letartóztatásba helyezi. A bizonyítékok Schimanski ellen szólnak: Hockst lelőtték a szolgálati fegyverével. Schimanskit Schäfer figyeli a kórházban, de képes meglepni egy trükkel, és megszökik a kórházból, hogy önállóan nyomozhasson. Meglátogatja Connyt, és megkapja a tippet, hogy további kutatásokat végezzen az éttermet ellátó nagykereskedelmi piacon. Ott ismeretlenek megtámadják. Az ezt követő ruhr-vidéki üldözésben ő és Conny egy motorcsónakkal menekülnek a vízirendőrség elől a Meiderich-zsilipen keresztül egy szerelmi szállodába. Ott megpróbálja elcsábítani a sérült Schimanskit. Amikor felébred, Conny eltűnik, de Thanner csalódottan, kivont fegyverrel áll előtte. Kint van egy BMW, amit Schimanski már látott. Kiszabadul a rendőrök őrizetéből, és felugrik az autó motorháztetejére. Emiatt a sofőr elveszíti uralmát, és belehajt egy halom benzines hordóba a közeli rakodóudvaron. A kulcstartó alapján azonosítja a halott sofőrt, mint a spanyolt, aki rátámadt a bárban. Elveszi az iratait, és egy tehervonaton menekül Thanner és a rendőrség elől.
Conny révén megtudja, hogy a Sunflash egy wuppertali Melting céghez tartozik. Beviharzik egy nagy tárgyalóterembe Melting főhadiszállásán. Ideges lesz, mert Schimanski felismeri őt egy arany öngyújtóról, amelyet azon az éjszakán látott, amikor Hocks-t megölték. Amikor Schimanski egy pisztollyal kérdőre vonja Meltinget, hogy az ne tudjon beszélni az egyik tárgyalópartnere rálő, Schimanski erre lelövi a fegyveres férfit, Meltinget meg magával viszi, akinek még van ereje megmondani a kocsiban Schimanskinak, hogy éjszaka új kábítószert szállítanak ki a nagykereskedelmi piacon. Schimanski megszökhet Conny segítségével, aki hirtelen megjelenik. Találkozik Thannerrel, és meggyőzi, hogy jöjjön a nagykereskedelmi piacra.
Rendőrök készenlétben, a nagybani piac standjánál lesben csapnak le egy teherautóra, és megtudják, hogy a kábítószerek a Sunflash-nek küldött halakban vannak elrejtve. De Conny, aki immár a banda főnökének vallja magát, lesből támad rájuk és leszereli őket. Schimanskinak most el kell vinnie vele a teherautót. A teherautó az oldalára esik egy ciszternában, és kigyullad. Conny felfegyverkezve menekül, Schimanski pedig megpróbálja rávenni, hogy adja fel. Thanner el akarja kapni, de megsebesíti a lábán. Conny egyfajta orosz rulettben lövi le magát, amikor Schimanskival szembesül. A film végén Schimanski a Rajna partján találkozik a sebesült Thanner-ral, és a megbocsátás jeléül mindketten felajánlják a másiknak, hogy beviszi a kórházba.
|  | Itt a vége a cselekmény részletezésének! |

## Szereplők
| Szereplő                      | Színész           | Magyar hang                                             | Magyar hang                           |
| Szereplő                      | Színész           | 1. magyar szinkron: Schimanski kelepcében (MOKÉP, 1989) | 2. magyar szinkron: Zabou (MTV, 1993) |
| ----------------------------- | ----------------- | ------------------------------------------------------- | ------------------------------------- |
| Horst Schimanski főfelügyelő  | Götz George       | Ujlaki Dénes                                            | Vass Gábor                            |
| Christian Thanner főfelügyelő | Eberhard Feik     | Balázs Péter                                            | ?                                     |
| Conny                         | Claudia Messner   | Fehér Anna                                              | ?                                     |
| Hocks                         | Wolfram Berger    | Lesznek Tibor                                           | ?                                     |
| Melting                       | Hannes Jaenicke   | Kassai Károly                                           | ?                                     |
| Sandrowski                    | Ralf Richter      | Nagy Gábor                                              | ?                                     |
| Schäfer                       | Dieter Pfaff      | Hankó Attila                                            | ?                                     |
| Szakács                       | Klaus Lage        | ?                                                       | ?                                     |
| Menedzser                     | Gerd Jochum       | ?                                                       | ?                                     |
| Speedy                        | Sünje Zittel      | ?                                                       | ?                                     |
| Conny gyerekként              | Bettina Schüssler | nem szólal meg                                          | nem szólal meg                        |
| 17 éves drogfüggő             | Martin May        | ?                                                       | ?                                     |

- További magyar hangok (1. szinkron): Jáki Béla, Nagy Miklós, Orosz Klári, Seres Gabriella, Simonyi Piroska, Szalai Imre, Zentai Lilla

## Megjelenés, kópiák
Létezik egy mozis és egy televíziós változat is, ami abban különbözik, hogy a Concrete Blonde és a Katrina and the Waves Joey száma az 1990-es televíziós adás egyes jeleneteiből hiányzik. Eric Burdon: We Gotta Get Out Of This Place című száma került hozzáadásra. A mozi-változatban ezekben a jelenetekben vagy nincs zene, vagy csak a Klaus Lage Band rövid instrumentális darabja hallható. A televíziós változat elején és végén a szokásos "Tetthely"-főcím látható (a vége kék háttér, négy felé osztott részekkel), míg a mozi-változat elején fekete-fehér felvételeket láthatunk a fiatal Schimanskiról, valamint az akkor még gyerek Connyról, és az anyjáról a Rajna parton, a végén meg fekete háttér alatt fut a stáblista, valamint ki van vágva az a rövid jelenet, amikor az elején a fiatal dieler megvágja a nyakát a késével. A mozi-változat 16:9 képarányú, míg a televíziós változat 4:3. A WDR által 2021-ben digitálisan felújított televíziós változat már 16:9 képarányú.
Magyarországon a mozik és a TV is a mozi-változatot adta, de a TV 4:3 képarányban sugározta. (A MOKÉP által kiadott VHS kazettán egy vágott verzió található).

## Fordítás
Ez a szócikk részben vagy egészben  a   Zabou (Film) című német Wikipédia-szócikk fordításán alapul.  Az eredeti cikk szerkesztőit annak laptörténete sorolja fel. Ez a jelzés csupán a megfogalmazás eredetét és a szerzői jogokat jelzi, nem szolgál a cikkben szereplő információk forrásmegjelöléseként.